# Enigma (album)
Enigma è il quarto album in studio della band Nu metal Ill Niño, uscito negli USA l'11 marzo 2008 sotto l'etichetta Cement Shoes Records.
Il primo singolo dell'album, The Alibi of Tyrants, è arrivato in radio il 22 aprile 2007. L'album in origine sarebbe dovuto uscire il 17 luglio 2007, ma per vari motivi la sua uscita è stata continuamente posticipata.

## Tracce
1. The Alibi of Tyrants – 3:51
2. Pieces of the Sun – 4:18
3. Finger Painting (With the Enemy) – 4:07
4. March Against Me – 3:31
5. Compulsion of Virus and Fever – 4:25
6. Formal Obsession – 4:18
7. Hot Summer's Tragedy – 5:10
8. Me gusta la soledad – 4:34
9. 2012 – 4:28
10. Guerrilla Carnival – 3:46
11. Estoy perdido – 3:36
12. Kellogg's, Bombs & Cracker Jacks – 4:04
13. De sangre hermosa – 3:59

### Limited edition
La versione europea dell'album sarà accompagnata da un'edizione limitata in digipak, con le cinque tracce dell'EP The Under Cover Sessions.
1. Arrastra
2. Zombie Eaters (feat. Chino Moreno)
3. Reservation for Two
4. Red Rain
5. Territorial Pissings

## Formazione
- Cristian Machado - voce
- Ahrue Luster - chitarra
- Diego Verduzco - chitarra
- Lazaro Pina - basso
- Dave Chavarri - batteria
- Danny Couto - percussioni

## Singoli
- The Alibi of Tyrants – Il video è stato filmato live al With Full Force festival del 2007 in Germania.